# Biosteres longina
Biosteres longina är en stekelart som beskrevs av Fischer 2007. Biosteres longina ingår i släktet Biosteres och familjen bracksteklar. Inga underarter finns listade.